# Primati di longevità umana

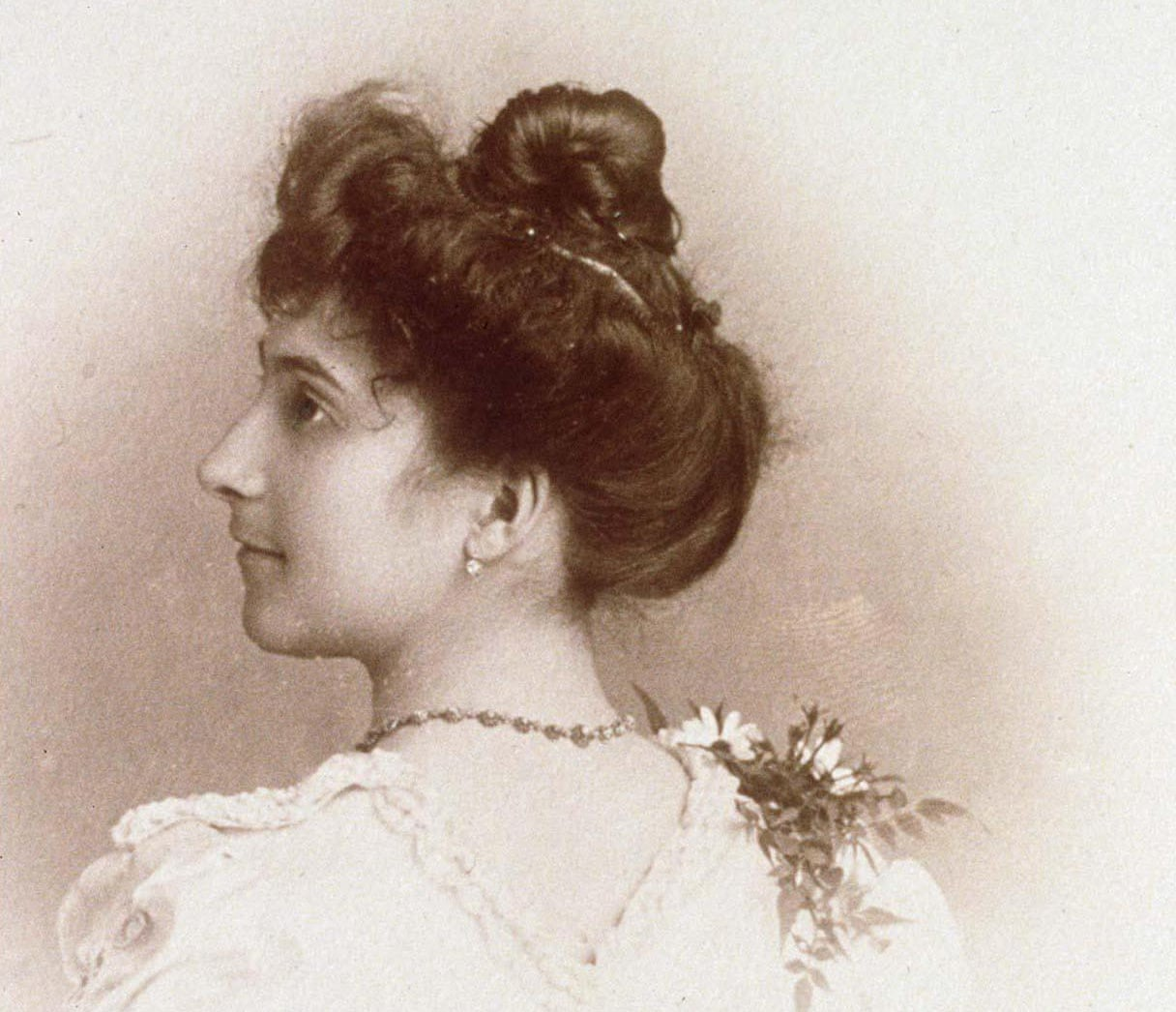
Jeanne Louise Calment a 20 anni, nel 1895.

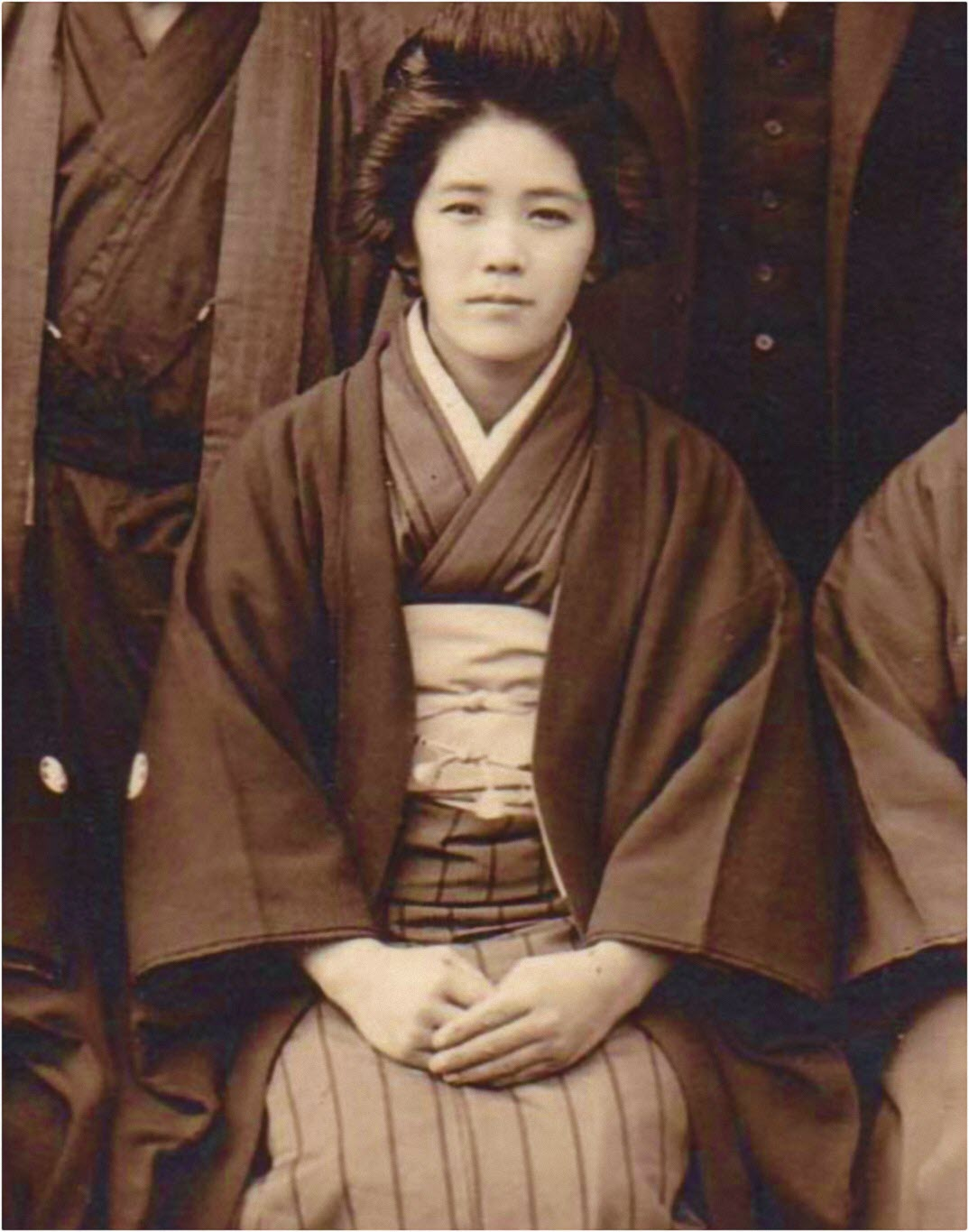
Kane Tanaka a 20 anni, nel 1923.

La massima estensione della vita umana è oggetto di interesse culturale e scientifico (antropologico, demografico, genetico, gerontologico, statistico). Le organizzazioni che si dedicano alla ricerca gerontologica come il Gerontology Research Group (fonte delle informazioni riportate dal Guinness dei primati) dichiarano di svolgere rigorosi accertamenti documentali, sulla cui base individuano le persone più longeve di cui si abbia avuto notizia certa. Soltanto dopo l'istituzione della registrazione neonatale è stato possibile, in vari paesi, raccogliere dati in dettaglio sull'incidenza della longevità estrema e riconoscere autentici primati di longevità umana.
Questa voce raccoglie un elenco delle persone più longeve; per evitare di includere attribuzioni false o non confermate, i nomi sono limitati a quelle persone la cui età è stata convalidata da un ente internazionale che si occupa di ricerca sulla longevità, come il Gerontology Research Group, il Guinness World Records, LongeviQuest o altri ritenuti affidabili.

## Persone più longeve viventi
La seguente lista elenca le dieci persone tuttora viventi più longeve di cui si abbia notizia certa.
| N. | Nome                       | Sesso | Data di nascita   | Età                   | Paese       |
| -- | -------------------------- | ----- | ----------------- | --------------------- | ----------- |
| 1  | Ethel Caterham             | F     | 21 agosto 1909    | 115 anni e 357 giorni | Regno Unito |
| 2  | Marie-Rose Tessier         | F     | 21 maggio 1910    | 115 anni e 84 giorni  | Francia     |
| 3  | Naomi Whitehead            | F     | 26 settembre 1910 | 114 anni e 321 giorni | Stati Uniti |
| 4  | Izabel Rosa Pereira        | F     | 13 ottobre 1910   | 114 anni e 304 giorni | Brasile     |
| 5  | Lucia Laura Sangenito      | F     | 22 novembre 1910  | 114 anni e 264 giorni | Italia      |
| 6  | Klavdiya Gadyuchkina       | F     | 5 dicembre 1910   | 114 anni e 251 giorni | Russia      |
| 7  | Andrée Bertoletto          | F     | 1º gennaio 1911   | 114 anni e 224 giorni | Francia     |
| 8  | Yolanda Beltrão de Azevedo | F     | 13 gennaio 1911   | 114 anni e 212 giorni | Brasile     |
| 9  | Mary Harris                | F     | 13 maggio 1911    | 114 anni e 92 giorni  | Stati Uniti |
| 10 | Shigeko Kagawa             | F     | 28 maggio 1911    | 114 anni e 77 giorni  | Giappone    |

## Donne più longeve di sempre

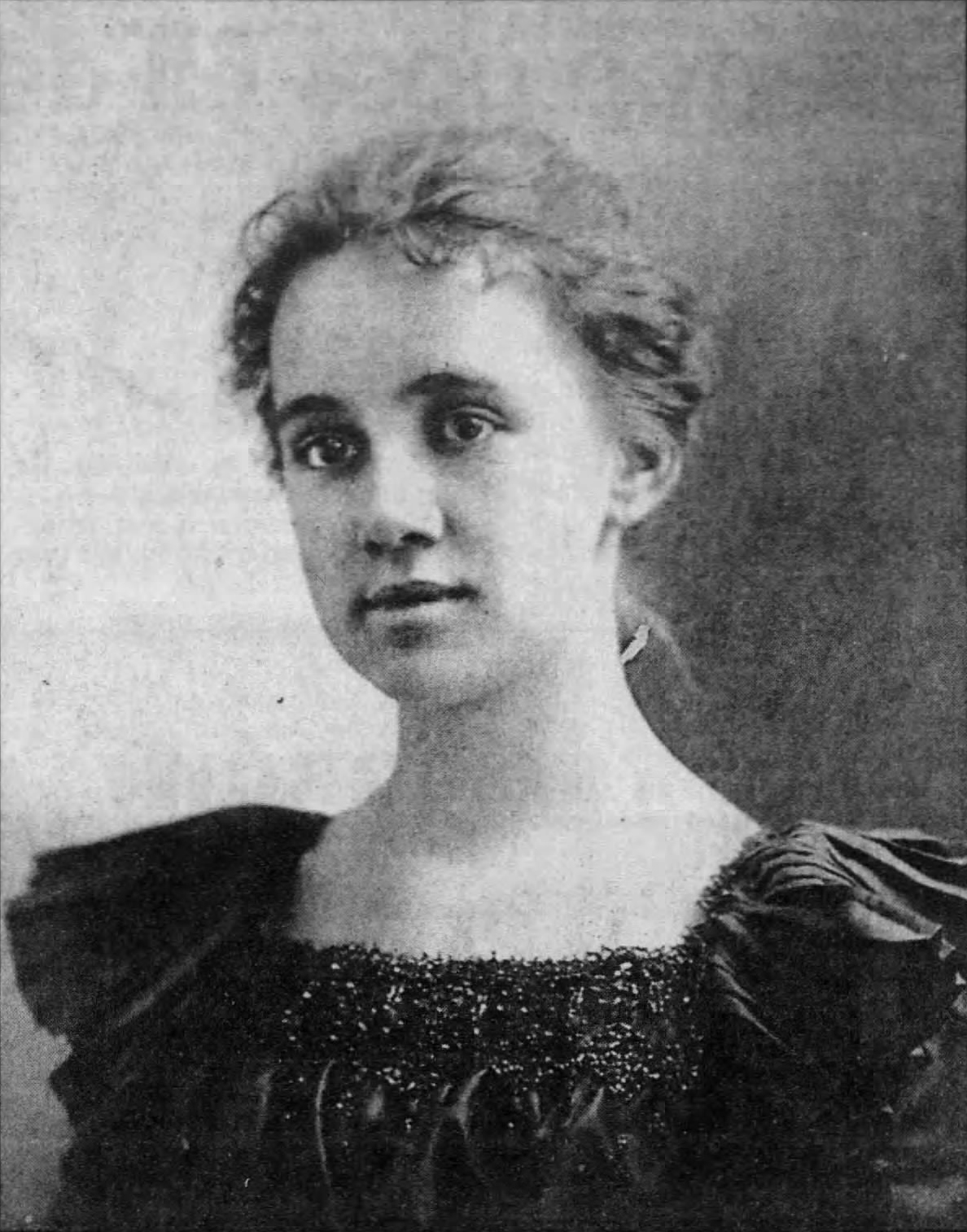
Sarah Knauss a 17 anni, nel 1897.

La seguente lista elenca le dieci donne più longeve di sempre, la cui età sia stata ufficialmente accertata. Si tratta anche in generale delle dieci persone più longeve di sempre, dal momento che l'uomo più longevo della storia, il 116enne Jirōemon Kimura, si trova al ventottesimo posto della classifica generale.
  Deceduti
  Viventi
  Data incerta 
| N. | Nome                     | Data di nascita   | Data di morte     | Età                   | Paese       |
| -- | ------------------------ | ----------------- | ----------------- | --------------------- | ----------- |
| 1  | Jeanne Calment           | 21 febbraio 1875  | 4 agosto 1997     | 122 anni e 164 giorni | Francia     |
| 2  | Kane Tanaka (田中 カ子?) | 2 gennaio 1903    | 19 aprile 2022    | 119 anni e 107 giorni | Giappone    |
| 3  | Sarah Knauss             | 24 settembre 1880 | 30 dicembre 1999  | 119 anni e 97 giorni  | Stati Uniti |
| 4  | Lucile Randon            | 11 febbraio 1904  | 17 gennaio 2023   | 118 anni e 340 giorni | Francia     |
| 5  | Nabi Tajima (田島 ナビ?) | 4 agosto 1900     | 21 aprile 2018    | 117 anni e 260 giorni | Giappone    |
| 6  | Marie-Louise Meilleur    | 29 agosto 1880    | 16 aprile 1998    | 117 anni e 230 giorni | Canada      |
| 7  | Violet Brown             | 10 marzo 1900     | 15 settembre 2017 | 117 anni e 189 giorni | Giamaica    |
| 8  | Maria Branyas            | 4 marzo 1907      | 19 agosto 2024    | 117 anni e 168 giorni | Spagna      |
| 9  | Emma Morano              | 29 novembre 1899  | 15 aprile 2017    | 117 anni e 137 giorni | Italia      |
| 10 | Chiyo Miyako (都 千代?)  | 2 maggio 1901     | 22 luglio 2018    | 117 anni e 81 giorni  | Giappone    |

1. ↑  Alla nascita parte dell'Impero britannico.

## Uomini più longevi di sempre

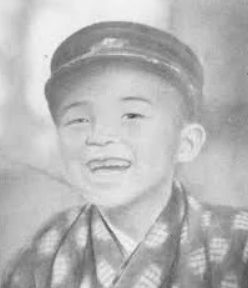
Jirōemon Kimura ai primi del Novecento.

La seguente lista elenca i dieci uomini più longevi di sempre, la cui età sia stata ufficialmente accertata:
  Deceduti
  Viventi  Data incerta 
| N. | Nome                      | Data di nascita   | Data di morte     | Età                   | Paese           |
| -- | ------------------------- | ----------------- | ----------------- | --------------------- | --------------- |
| 1  | Jirōemon Kimura           | 19 aprile 1897    | 12 giugno 2013    | 116 anni e 54 giorni  | Giappone        |
| 2  | Christian Mortensen       | 16 agosto 1882    | 25 aprile 1998    | 115 anni e 252 giorni | Stati Uniti     |
| 3  | Emiliano Mercado del Toro | 21 agosto 1891    | 24 gennaio 2007   | 115 anni e 156 giorni | Porto Rico      |
| 4  | Juan Vicente Pérez Mora   | 27 maggio 1909    | 2 aprile 2024     | 114 anni e 311 giorni | Venezuela       |
| 5  | Horacio Celi Mendoza      | 3 gennaio 1897    | 25 settembre 2011 | 114 anni e 265 giorni | Perù            |
| 6  | Walter Breuning           | 21 settembre 1896 | 14 aprile 2011    | 114 anni e 205 giorni | Stati Uniti     |
| 7  | Yukichi Chuganji          | 23 marzo 1889     | 28 settembre 2003 | 114 anni e 189 giorni | Giappone        |
| 8  | Tomás Pinales Figuereo    | 31 marzo 1906     | 24 settembre 2020 | 114 anni e 177 giorni | Rep. Dominicana |
| 9  | Joan Riudavets            | 15 dicembre 1889  | 5 marzo 2004      | 114 anni e 81 giorni  | Spagna          |
| 10 | Fred Hale                 | 1 dicembre 1890   | 19 novembre 2004  | 113 anni e 354 giorni | Stati Uniti     |

1. ↑  Nato in Danimarca.

## Decani dell'umanità

Anna Eliza Williams.

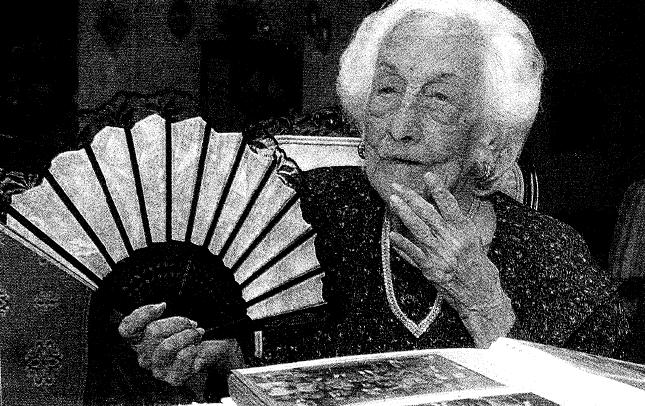
María Capovilla a 115 anni, nel 2005.

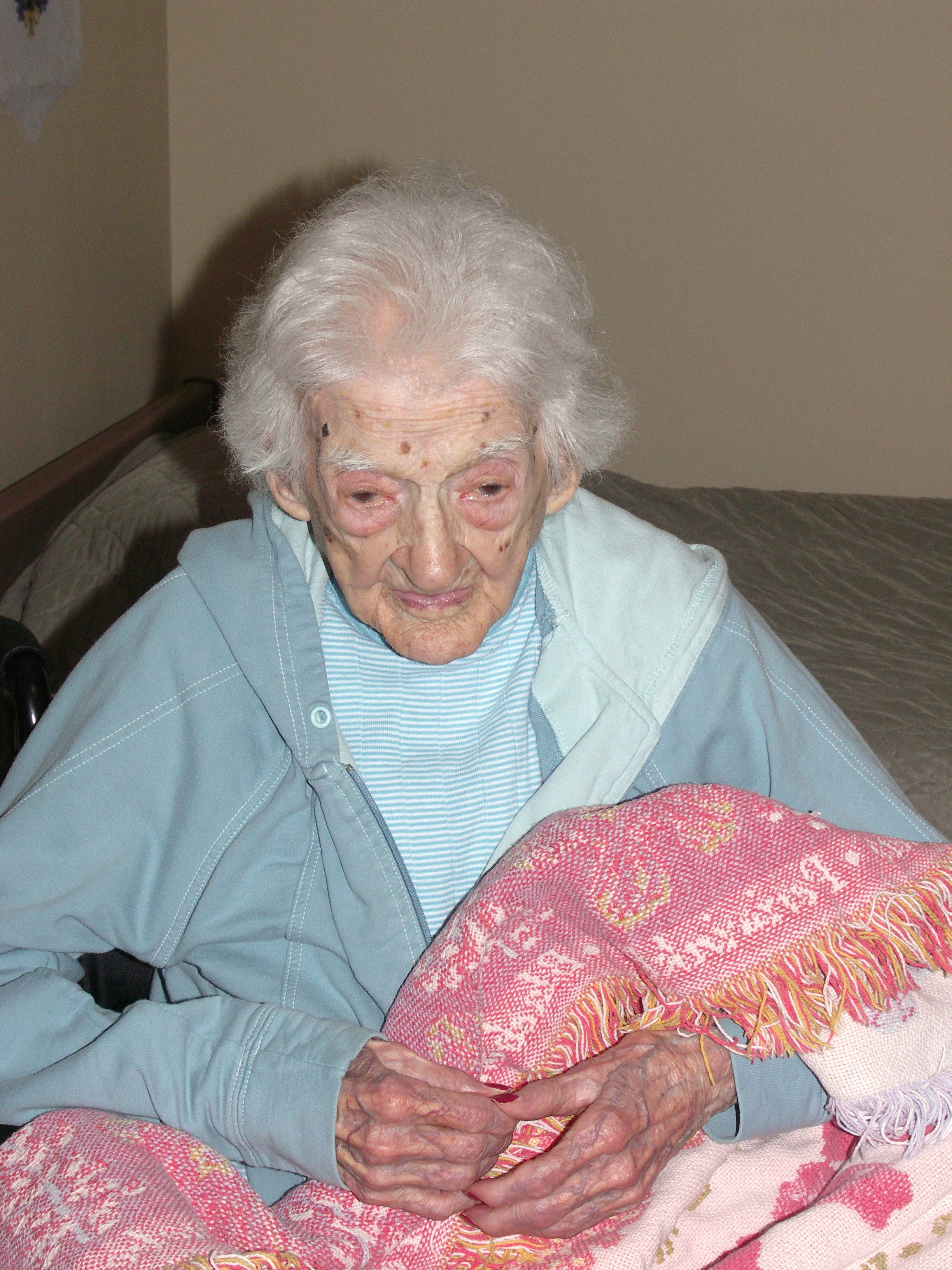
Edna Parker a 114 anni, nel 2007.

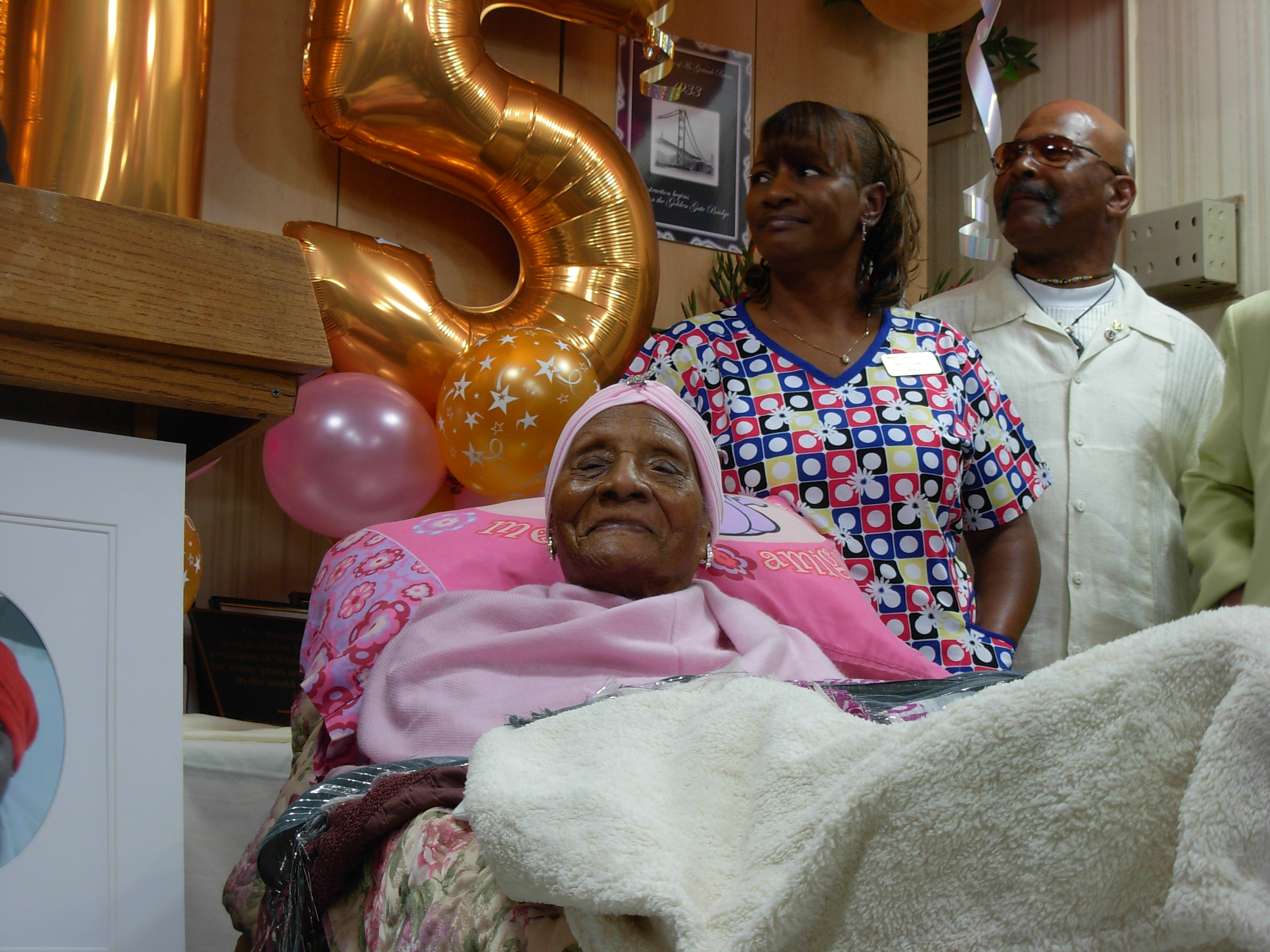
Gertrude Baines a 115 anni, nel 2009.

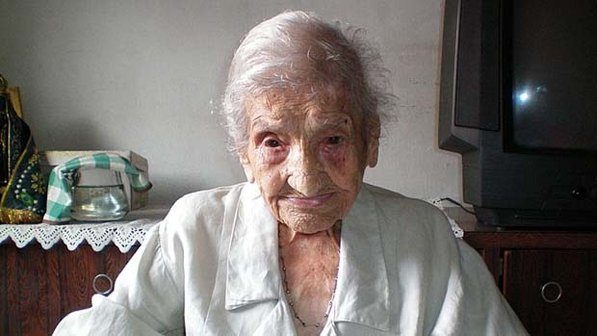
Maria Gomes Valentim.

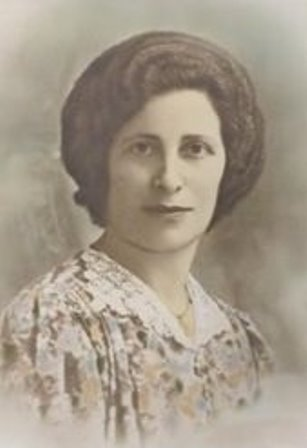
Emma Morano a 30 anni, nel 1930.

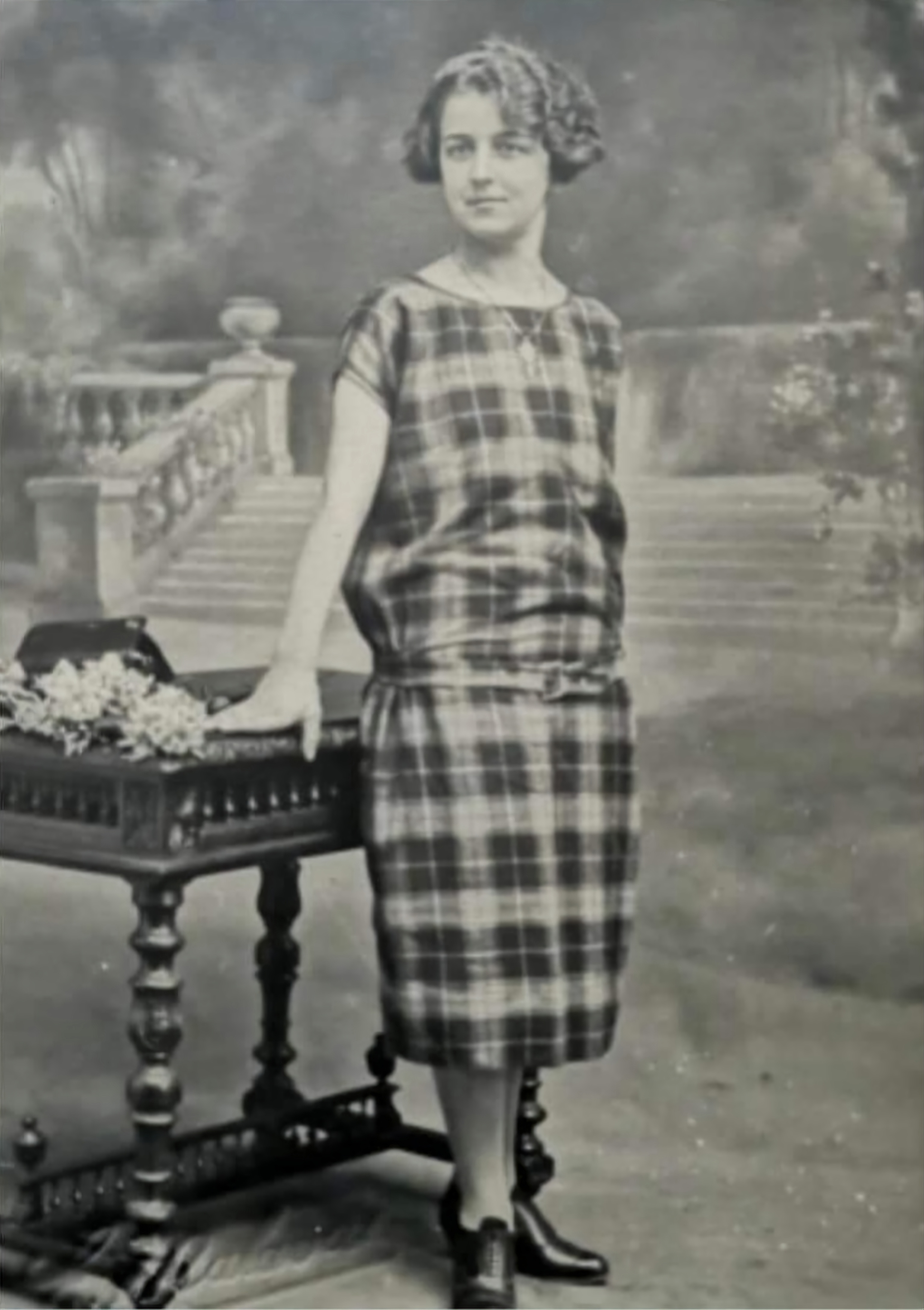
Lucile Randon (alias "Sœur Andrée") nei primi anni 1920.

La seguente lista elenca le persone che, a partire dal 1955, hanno detenuto per un certo periodo di tempo il primato di persona vivente più anziana del mondo; la lista contiene le persone i cui documenti anagrafici sono stati validati dal Gerontology Research Group o, in alternativa, dall'associazione di ricerca gerontologica LongeviQuest.
Ciò non coincide necessariamente con un primato effettivamente riconosciuto alla persona durante la sua vita, poiché in passato, verosimilmente a seguito di una non corretta gestione degli archivi anagrafici, si sono verificati molteplici errori. Eclatante, in particolare, fu il caso, poi screditato, di Shigechiyo Izumi, che il Guinness dei primati riconobbe erroneamente a lungo detentore di tale record tra il 1976 e il 1986.
L'attuale decana dell'umanità è la britannica Ethel Caterham (nata il 21 agosto 1909, 115 anni e 357 giorni).
  Deceduti
  Viventi
  Data incerta 
| Nome                            | Sesso | Data di nascita   | Data di morte     | Età                   | Età da persona più longeva | Paese          |
| ------------------------------- | ----- | ----------------- | ----------------- | --------------------- | -------------------------- | -------------- |
| Betsy Baker                     | F     | 20 agosto 1842    | 24 ottobre 1955   | 113 anni e 65 giorni  | fino a 113                 | Stati Uniti    |
| Jennie Howell                   | F     | 11 febbraio 1845  | 16 dicembre 1956  | 111 anni e 309 giorni | 110-111                    | Stati Uniti    |
| Catherine Waller                | F     | 1º dicembre 1848  | 4 gennaio 1959    | 110 anni e 34 giorni  | 108-110                    | Stati Uniti    |
| Christina Karnebeek-Backs       | F     | 2 ottobre 1849    | 7 ottobre 1959    | 110 anni e 5 giorni   | 109-110                    | Paesi Bassi    |
| Robert Alexander Early          | M     | 8 ottobre 1849    | 9 ottobre 1960    | 111 anni e 1 giorno   | 109-111                    | Stati Uniti    |
| Mary Kelly                      | F     | 7 giugno 1851     | 30 dicembre 1964  | 113 anni e 206 giorni | 109-113                    | Stati Uniti    |
| Elizabeth Kensley               | F     | 12 maggio 1855    | 6 marzo 1965      | 109 anni e 298 giorni | 109                        | Regno Unito    |
| William Fullingim               | M     | 7 luglio 1855     | 6 agosto 1965     | 110 anni e 30 giorni  | 109-110                    | Stati Uniti    |
| Narcissa Rickman                | F     | 13 settembre 1855 | 21 ottobre 1968   | 113 anni e 38 giorni  | 109-113                    | Stati Uniti    |
| Marie Bernátková                | F     | 22 ottobre 1857   | 4 maggio 1969     | 111 anni e 194 giorni | 110-111                    | Cecoslovacchia |
| Ada Roe                         | F     | 6 febbraio 1858   | 11 gennaio 1970   | 111 anni e 339 giorni | 111                        | Regno Unito    |
| Kitty Harvey                    | F     | 12 gennaio 1860   | 10 luglio 1972    | 112 anni e 180 giorni | 109-112                    | Stati Uniti    |
| Josefa Salas Mateo              | F     | 14 luglio 1860    | 27 febbraio 1973  | 112 anni e 228 giorni | 111-112                    | Spagna         |
| Alice Stevenson                 | F     | 10 luglio 1861    | 18 agosto 1973    | 112 anni e 39 giorni  | 111-112                    | Regno Unito    |
| Ettie Crist                     | F     | 14 febbraio 1862  | 10 gennaio 1974   | 111 anni e 330 giorni | 111                        | Stati Uniti    |
| Mito Umeta                      | F     | 27 marzo 1863     | 31 maggio 1975    | 112 anni e 65 giorni  | 110-112                    | Giappone       |
| Niwa Kawamoto                   | F     | 17 settembre 1863 | 16 novembre 1976  | 113 anni e 60 giorni  | 111-113                    | Giappone       |
| Alice Coles                     | F     | 28 agosto 1865    | 5 novembre 1978   | 113 anni e 69 giorni  | 111-113                    | Stati Uniti    |
| Eliza Underwood                 | F     | 15 marzo 1867     | 27 gennaio 1981   | 113 anni e 318 giorni | 111-113                    | Stati Uniti    |
| Augustine Tessier               | F     | 2 gennaio 1869    | 8 marzo 1981      | 112 anni e 65 giorni  | 112                        | Francia        |
| Nellie Spencer                  | F     | 24 agosto 1869    | 13 novembre 1982  | 113 anni e 81 giorni  | 111-113                    | Stati Uniti    |
| Emma Wilson                     | F     | 12 maggio 1870    | 13 ottobre 1983   | 113 anni e 154 giorni | 112-113                    | Stati Uniti    |
| Augusta Louise Holtz            | F     | 3 agosto 1871     | 21 ottobre 1986   | 115 anni e 79 giorni  | 112-115                    | Stati Uniti    |
| Mary McKinney                   | F     | 30 maggio 1873    | 2 febbraio 1987   | 113 anni e 248 giorni | 113                        | Stati Uniti    |
| Anna Eliza Williams             | F     | 2 giugno 1873     | 27 dicembre 1987  | 114 anni e 208 giorni | 113-114                    | Regno Unito    |
| Florence Knapp                  | F     | 10 ottobre 1873   | 11 gennaio 1988   | 114 anni e 93 giorni  | 114                        | Stati Uniti    |
| Easter Wiggins                  | F     | 1º giugno 1874    | 7 luglio 1990     | 116 anni e 36 giorni  | 113-116                    | Stati Uniti    |
| Jeanne Calment                  | F     | 21 febbraio 1875  | 4 agosto 1997     | 122 anni e 164 giorni | 115-122                    | Francia        |
| Marie-Louise Meilleur           | F     | 29 agosto 1880    | 16 aprile 1998    | 117 anni e 230 giorni | 116-117                    | Canada         |
| Sarah Knauss                    | F     | 24 settembre 1880 | 30 dicembre 1999  | 119 anni e 97 giorni  | 117-119                    | Stati Uniti    |
| Ella Miller                     | F     | 6 dicembre 1884   | 21 novembre 2000  | 115 anni e 351 giorni | 115                        | Stati Uniti    |
| Marie Brémont                   | F     | 25 aprile 1886    | 6 giugno 2001     | 115 anni e 42 giorni  | 114-115                    | Francia        |
| Maude Farris-Luse               | F     | 21 gennaio 1887   | 18 marzo 2002     | 115 anni e 56 giorni  | 114-115                    | Stati Uniti    |
| Grace Clawson                   | F     | 15 novembre 1887  | 28 maggio 2002    | 114 anni e 194 giorni | 114                        | Stati Uniti    |
| Adelina Domingues               | F     | 19 febbraio 1888  | 21 agosto 2002    | 114 anni e 183 giorni | 114                        | Stati Uniti    |
| Mae Harrington                  | F     | 20 gennaio 1889   | 29 dicembre 2002  | 113 anni e 343 giorni | 113                        | Stati Uniti    |
| Yukichi Chuganji                | M     | 23 marzo 1889     | 28 settembre 2003 | 114 anni e 189 giorni | 113-114                    | Giappone       |
| Mitoyo Kawate                   | F     | 15 maggio 1889    | 13 novembre 2003  | 114 anni e 182 giorni | 114                        | Giappone       |
| Ramona Trinidad Iglesias-Jordan | F     | 31 agosto 1889    | 29 maggio 2004    | 114 anni e 272 giorni | 114                        | Porto Rico     |
| María Capovilla                 | F     | 14 settembre 1889 | 27 agosto 2006    | 116 anni e 347 giorni | 114-116                    | Ecuador        |
| Elizabeth Bolden                | F     | 15 agosto 1890    | 11 dicembre 2006  | 116 anni e 118 giorni | 116                        | Stati Uniti    |
| Emiliano Mercado del Toro       | M     | 21 agosto 1891    | 24 gennaio 2007   | 115 anni e 156 giorni | 115                        | Porto Rico     |
| Emma Tillman                    | F     | 22 novembre 1892  | 28 gennaio 2007   | 114 anni e 67 giorni  | 114                        | Stati Uniti    |
| Yone Minagawa                   | F     | 4 gennaio 1893    | 13 agosto 2007    | 114 anni e 221 giorni | 114                        | Giappone       |
| Edna Parker                     | F     | 20 aprile 1893    | 26 novembre 2008  | 115 anni e 220 giorni | 114-115                    | Stati Uniti    |
| Maria de Jesus                  | F     | 10 settembre 1893 | 2 gennaio 2009    | 115 anni e 114 giorni | 115                        | Portogallo     |
| Gertrude Baines                 | F     | 6 aprile 1894     | 11 settembre 2009 | 115 anni e 158 giorni | 114-115                    | Stati Uniti    |
| Kama Chinen                     | F     | 10 maggio 1895    | 2 maggio 2010     | 114 anni e 357 giorni | 114                        | Giappone       |
| Eugénie Blanchard               | F     | 16 febbraio 1896  | 4 novembre 2010   | 114 anni e 261 giorni | 114                        | Francia        |
| Ana Nogueira de Lucas           | F     | 20 giugno 1896    | 18 novembre 2010  | 114 anni e 151 giorni | 114                        | Brasile        |
| Maria Gomes Valentim            | F     | 9 luglio 1896     | 21 giugno 2011    | 114 anni e 347 giorni | 114                        | Brasile        |
| Besse Cooper                    | F     | 26 agosto 1896    | 4 dicembre 2012   | 116 anni e 100 giorni | 114-116                    | Stati Uniti    |
| Dina Manfredini                 | F     | 4 aprile 1897     | 17 dicembre 2012  | 115 anni e 257 giorni | 115                        | Italia         |
| Jirōemon Kimura                 | M     | 19 aprile 1897    | 12 giugno 2013    | 116 anni e 54 giorni  | 115-116                    | Giappone       |
| Misao Okawa (大川 ミサヲ?)      | F     | 5 marzo 1898      | 1º aprile 2015    | 117 anni e 27 giorni  | 115-117                    | Giappone       |
| Gertrude Weaver                 | F     | 4 luglio 1898     | 6 aprile 2015     | 116 anni e 276 giorni | 116                        | Stati Uniti    |
| Jeralean Talley                 | F     | 23 maggio 1899    | 17 giugno 2015    | 116 anni e 25 giorni  | 115-116                    | Stati Uniti    |
| Susannah Mushatt Jones          | F     | 6 luglio 1899     | 12 maggio 2016    | 116 anni e 311 giorni | 115-116                    | Stati Uniti    |
| Emma Morano                     | F     | 29 novembre 1899  | 15 aprile 2017    | 117 anni e 137 giorni | 116-117                    | Italia         |
| Violet Brown                    | F     | 10 marzo 1900     | 15 settembre 2017 | 117 anni e 189 giorni | 117                        | Giamaica       |
| Nabi Tajima (田島 ナビ?)        | F     | 4 agosto 1900     | 21 aprile 2018    | 117 anni e 260 giorni | 117                        | Giappone       |
| Chiyo Miyako (都 千代?)         | F     | 2 maggio 1901     | 22 luglio 2018    | 117 anni e 81 giorni  | 116-117                    | Giappone       |
| Kane Tanaka (田中 カ子?)        | F     | 2 gennaio 1903    | 19 aprile 2022    | 119 anni e 107 giorni | 115-119                    | Giappone       |
| Lucile Randon                   | F     | 11 febbraio 1904  | 17 gennaio 2023   | 118 anni e 340 giorni | 118                        | Francia        |
| Maria Branyas                   | F     | 4 marzo 1907      | 19 agosto 2024    | 117 anni e 168 giorni | 115-117                    | Spagna         |
| Tomiko Itooka                   | F     | 23 maggio 1908    | 29 dicembre 2024  | 116 anni e 220 giorni | 116                        | Giappone       |
| Inah Canabarro Lucas            | F     | 8 giugno 1908     | 30 aprile 2025    | 116 anni e 326 giorni | 116                        | Brasile        |
| Ethel Caterham                  | F     | 21 agosto 1909    | vivente           | 115 anni e 357 giorni | 115                        | Regno Unito    |

1. ↑  Nata nel Regno Unito.
2. ↑  Nata in Germania.
3. ↑  Nata nel Regno Unito.
4. ↑  Vissuta negli Stati Uniti.

## Uomo più longevo vivente

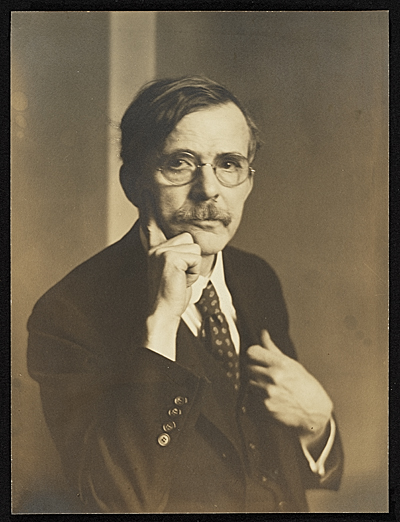
Alphaeus Philemon Cole a 44 anni, nel 1920.

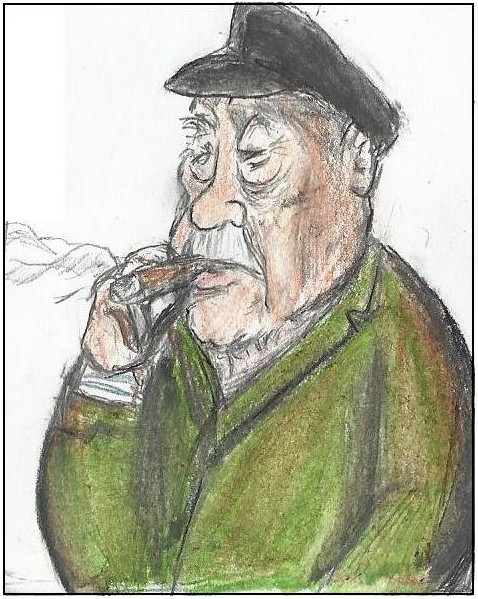
Caricatura di Christian Mortensen.

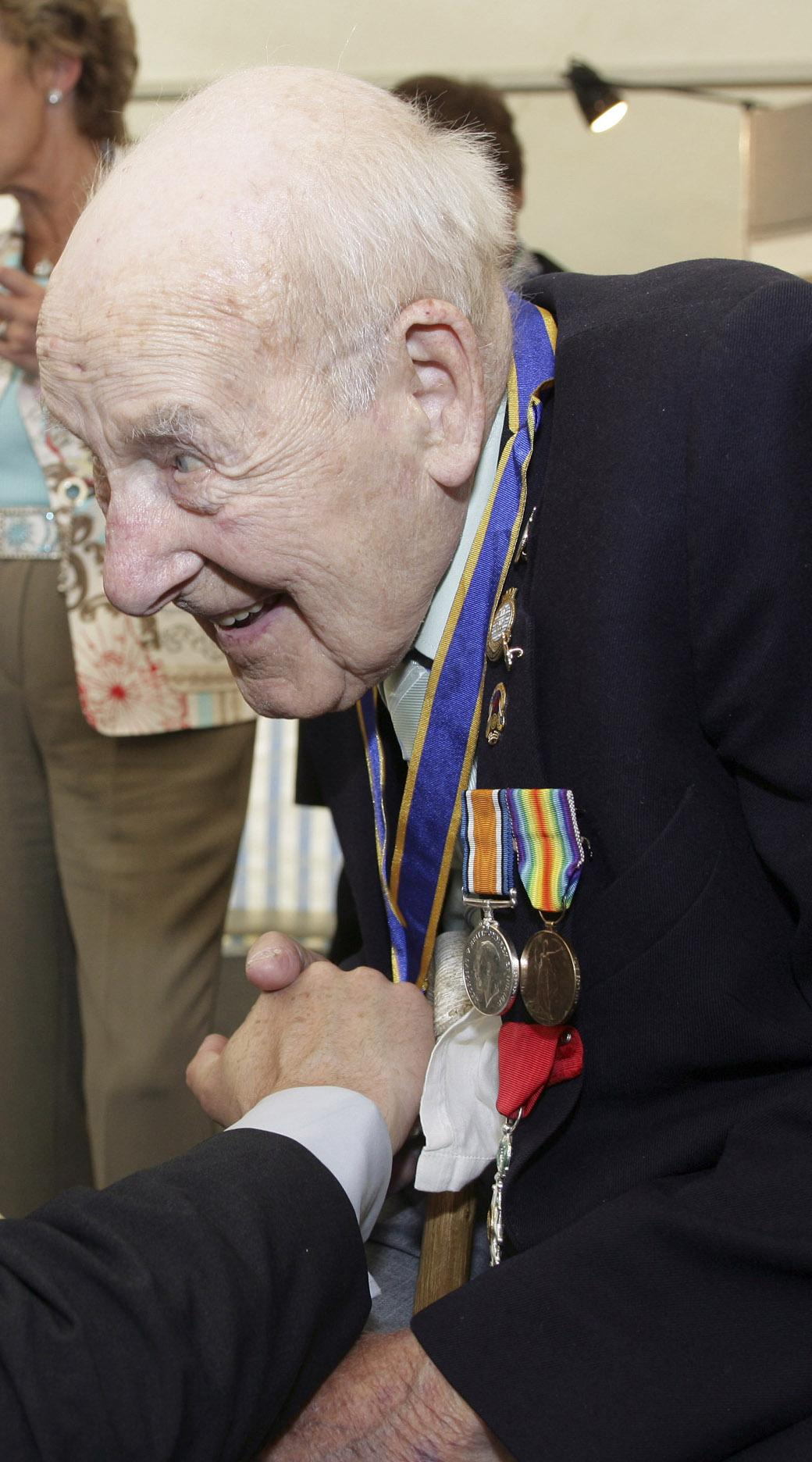
Henry Allingham a 110 anni, nel 2006.

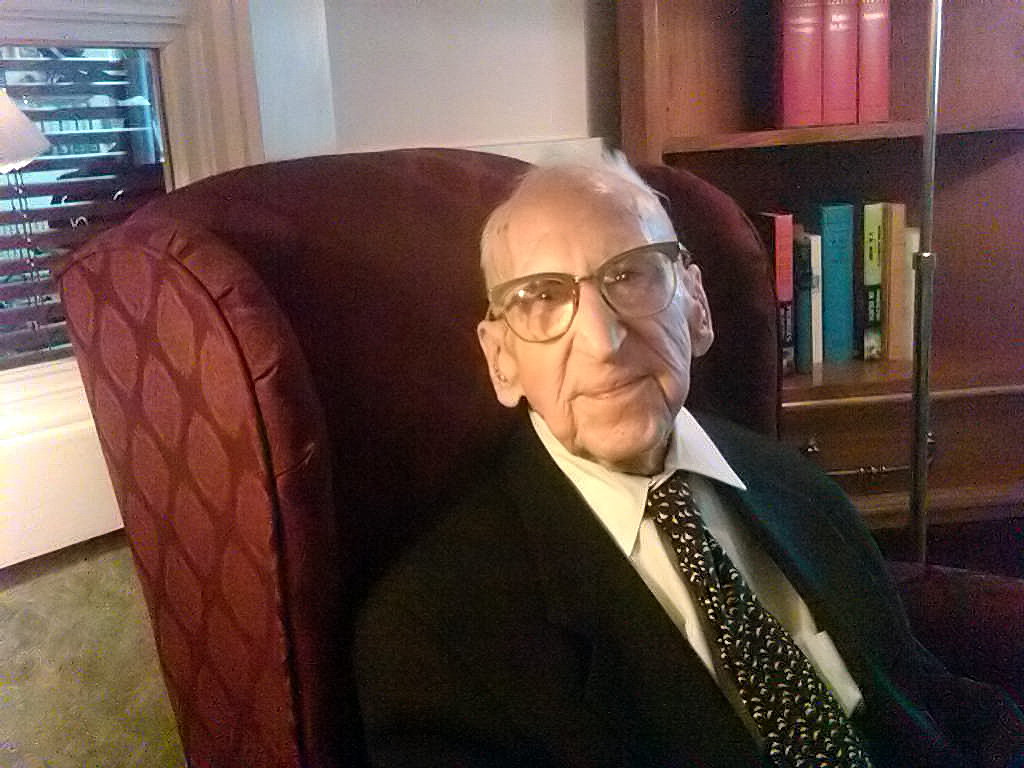
Walter Breuning a 113 anni, nel 2010.

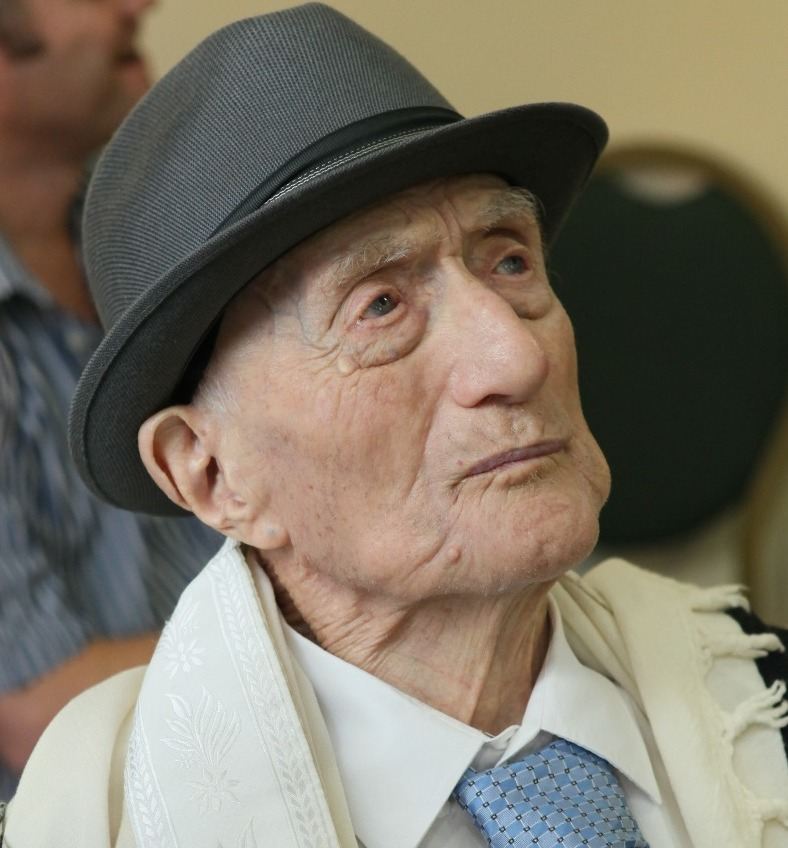
Yisrael Kristal a 113 anni, nel 2016.

La seguente lista elenca gli uomini che dal 1962 hanno detenuto per un certo periodo di tempo il primato di uomo più anziano del mondo.
Circa l'effettività del riconoscimento e la mancata corrispondenza tra uomini più longevi di sempre e uomini viventi più longevi del mondo in un dato momento, valgono le stesse considerazioni svolte nella sezione che precede.
L'attuale decano maschile dell'umanità è il brasiliano João Marinho Neto (nato il 5 ottobre 1912, 112 anni e 312 giorni).
  Deceduti
  Viventi
  Data incerta 
| Nome                          | Data di nascita   | Data di morte     | Età                   | Età da uomo più longevo | Paese       |
| ----------------------------- | ----------------- | ----------------- | --------------------- | ----------------------- | ----------- |
| Sylvester Melvin              | 29 novembre 1851  | 12 marzo 1962     | 110 anni e 103 giorni | 110                     | Stati Uniti |
| Joseph Saint-Amour            | 26 febbraio 1852  | 16 marzo 1962     | 110 anni e 18 giorni  | 110                     | Canada      |
| William Fullingim             | 7 luglio 1855     | 6 agosto 1965     | 110 anni e 30 giorni  | 106-110                 | Stati Uniti |
| John Mosley Turner            | 15 giugno 1856    | 21 marzo 1968     | 111 anni e 280 giorni | 107-111                 | Regno Unito |
| Eli Lindsay                   | 27 febbraio 1858  | 24 novembre 1968  | 110 anni e 271 giorni | 110                     | Canada      |
| Friedrich Wedeking            | 10 ottobre 1862   | 5 maggio 1973     | 110 anni e 207 giorni | 106-110                 | Germania    |
| Isaac Edwards                 | 6 dicembre 1863   | 18 ottobre 1974   | 110 anni e 316 giorni | 109-110                 | Stati Uniti |
| James Holt                    | 25 dicembre 1865  | 7 gennaio 1977    | 111 anni e 13 giorni  | 108-111                 | Stati Uniti |
| Jean Teillet                  | 6 novembre 1866   | 17 marzo 1977     | 110 anni e 131 giorni | 110                     | Francia     |
| Charlie Nelson                | 21 settembre 1867 | 20 agosto 1978    | 110 anni e 333 giorni | 109-110                 | Stati Uniti |
| Charlie Phillips              | 5 maggio 1869     | 5 settembre 1980  | 111 anni e 123 giorni | 109-111                 | Stati Uniti |
| Zachariah Blackistone         | 16 febbraio 1871  | 18 aprile 1982    | 111 anni e 61 giorni  | 109-111                 | Stati Uniti |
| James Nash                    | 31 luglio 1872    | 4 marzo 1983      | 110 anni e 216 giorni | 109-110                 | Stati Uniti |
| Walter Wilcox                 | 1º novembre 1872  | 11 agosto 1983    | 110 anni e 283 giorni | 110                     | Stati Uniti |
| Gregory Pandazes              | 15 gennaio 1873   | 22 dicembre 1983  | 110 anni e 341 giorni | 110                     | Stati Uniti |
| Randolph Davis                | 15 ottobre 1973   | 15 dicembre 1984  | 111 anni e 61 giorni  | 110-111                 | Stati Uniti |
| Joe Thomas                    | 1º maggio 1875    | 14 dicembre 1986  | 111 anni e 227 giorni | 109-111                 | Stati Uniti |
| Herman Smith-Johannsen        | 15 giugno 1875    | 5 gennaio 1987    | 111 anni e 204 giorni | 111                     | Canada      |
| Alphaeus Philemon Cole        | 12 luglio 1876    | 25 novembre 1988  | 112 anni e 136 giorni | 110-112                 | Stati Uniti |
| John Evans                    | 19 agosto 1877    | 10 giugno 1990    | 112 anni e 295 giorni | 111-112                 | Regno Unito |
| Henri Pérignon                | 14 ottobre 1879   | 18 giugno 1990    | 110 anni e 247 giorni | 110                     | Francia     |
| James Wiggins                 | 15 ottobre 1879   | 16 ottobre 1991   | 112 anni e 1 giorno   | 110-112                 | Stati Uniti |
| Frederick Frazier             | 27 gennaio 1880   | 14 giugno 1993    | 113 anni e 138 giorni | 111-113                 | Stati Uniti |
| José Armengol Jover           | 23 luglio 1881    | 20 gennaio 1994   | 112 anni e 181 giorni | 111-112                 | Spagna      |
| Christian Mortensen           | 16 agosto 1882    | 25 aprile 1998    | 115 anni e 252 giorni | 110-115                 | Stati Uniti |
| Johnson Parks                 | 15 ottobre 1884   | 17 luglio 1998    | 113 anni e 275 giorni | 113                     | Stati Uniti |
| Walter Richardson             | 7 novembre 1885   | 25 dicembre 1998  | 113 anni e 48 giorni  | 112-113                 | Stati Uniti |
| Denzō Ishizaki                | 2 ottobre 1886    | 29 aprile 1999    | 112 anni e 209 giorni | 112                     | Giappone    |
| Antonio Urrea                 | 18 febbraio 1888  | 15 novembre 1999  | 111 anni e 270 giorni | 111                     | Spagna      |
| John Painter                  | 20 settembre 1888 | 1º marzo 2001     | 112 anni e 162 giorni | 111-112                 | Stati Uniti |
| Antonio Todde                 | 22 gennaio 1889   | 3 gennaio 2002    | 112 anni e 346 giorni | 112                     | Italia      |
| Yukichi Chuganji              | 23 marzo 1889     | 28 settembre 2003 | 114 anni e 189 giorni | 112-114                 | Giappone    |
| Joan Riudavets                | 15 dicembre 1889  | 5 marzo 2004      | 114 anni e 81 giorni  | 113-114                 | Spagna      |
| Fred Hale                     | 1º dicembre 1890  | 19 novembre 2004  | 113 anni e 354 giorni | 113                     | Stati Uniti |
| Emiliano Mercado del Toro     | 21 agosto 1891    | 24 gennaio 2007   | 115 anni e 156 giorni | 113-115                 | Porto Rico  |
| Tomoji Tanabe                 | 18 settembre 1895 | 19 giugno 2009    | 113 anni e 274 giorni | 111-113                 | Giappone    |
| Henry Allingham               | 6 giugno 1896     | 18 luglio 2009    | 113 anni e 42 giorni  | 113                     | Regno Unito |
| Walter Breuning               | 21 settembre 1896 | 14 aprile 2011    | 114 anni e 205 giorni | 113-114                 | Stati Uniti |
| Horacio Celi Mendoza          | 3 gennaio 1897    | 25 settembre 2011 | 114 anni e 265 giorni | 114                     | Perù        |
| Jirōemon Kimura               | 19 aprile 1897    | 12 giugno 2013    | 116 anni e 54 giorni  | 114-116                 | Giappone    |
| Salustiano Sánchez Blazquez   | 8 giugno 1901     | 13 settembre 2013 | 112 anni e 97 giorni  | 112                     | Stati Uniti |
| Ernest Peronneau              | 7 marzo 1902      | 26 marzo 2014     | 112 anni e 19 giorni  | 111-112                 | Stati Uniti |
| Arturo Licata                 | 2 maggio 1902     | 24 aprile 2014    | 111 anni e 357 giorni | 111                     | Italia      |
| Alexander Imich               | 4 febbraio 1903   | 8 giugno 2014     | 111 anni e 124 giorni | 111                     | Stati Uniti |
| Sakari Momoi                  | 5 febbraio 1903   | 5 luglio 2015     | 112 anni e 150 giorni | 111-112                 | Giappone    |
| Yasutarō Koide                | 13 marzo 1903     | 19 gennaio 2016   | 112 anni e 312 giorni | 112                     | Giappone    |
| Yisrael Kristal               | 15 settembre 1903 | 11 agosto 2017    | 113 anni e 330 giorni | 113                     | Israele     |
| Francisco Núñez Olivera       | 13 dicembre 1904  | 29 gennaio 2018   | 113 anni e 47 giorni  | 112-113                 | Spagna      |
| Masazō Nonaka                 | 25 luglio 1905    | 20 gennaio 2019   | 113 anni e 179 giorni | 112-113                 | Giappone    |
| Domingo Villa Avisencio       | 26 agosto 1906    | 3 novembre 2019   | 113 anni e 69 giorni  | 112-113                 | Messico     |
| Chitetsu Watanabe             | 5 marzo 1907      | 23 febbraio 2020  | 112 anni e 355 giorni | 112                     | Giappone    |
| Robert Weighton               | 29 marzo 1908     | 28 maggio 2020    | 112 anni e 60 giorni  | 111-112                 | Regno Unito |
| Emilio Flores Márquez         | 8 agosto 1908     | 12 agosto 2021    | 113 anni e 4 giorni   | 111-113                 | Porto Rico  |
| Saturnino de la Fuente García | 11 febbraio 1909  | 18 gennaio 2022   | 112 anni e 341 giorni | 112                     | Spagna      |
| Juan Vicente Pérez Mora       | 27 maggio 1909    | 2 aprile 2024     | 114 anni e 311 giorni | 112-114                 | Venezuela   |
| Shi Ping                      | 1º novembre 1911  | 29 giugno 2024    | 112 anni e 241 giorni | 112                     | Cina        |
| John Tinniswood               | 26 agosto 1912    | 25 novembre 2024  | 112 anni e 91 giorni  | 111-112                 | Regno Unito |
| João Marinho Neto             | 5 ottobre 1912    | vivente           | 112 anni e 312 giorni | 112-                    | Brasile     |

1. ↑  Nato in Grecia; la sua età è stata verificata grazie alla collaborazione tra la Social Security Administration statunitense e alcuni familiari di Pandazes.
2. ↑  Nato in Norvegia.
3. ↑  Nato in Danimarca.
4. ↑  Nato in Spagna.
5. ↑  Nato in Polonia.
6. ↑  Nato in Polonia.

## Casi verificati anteriori al 1955

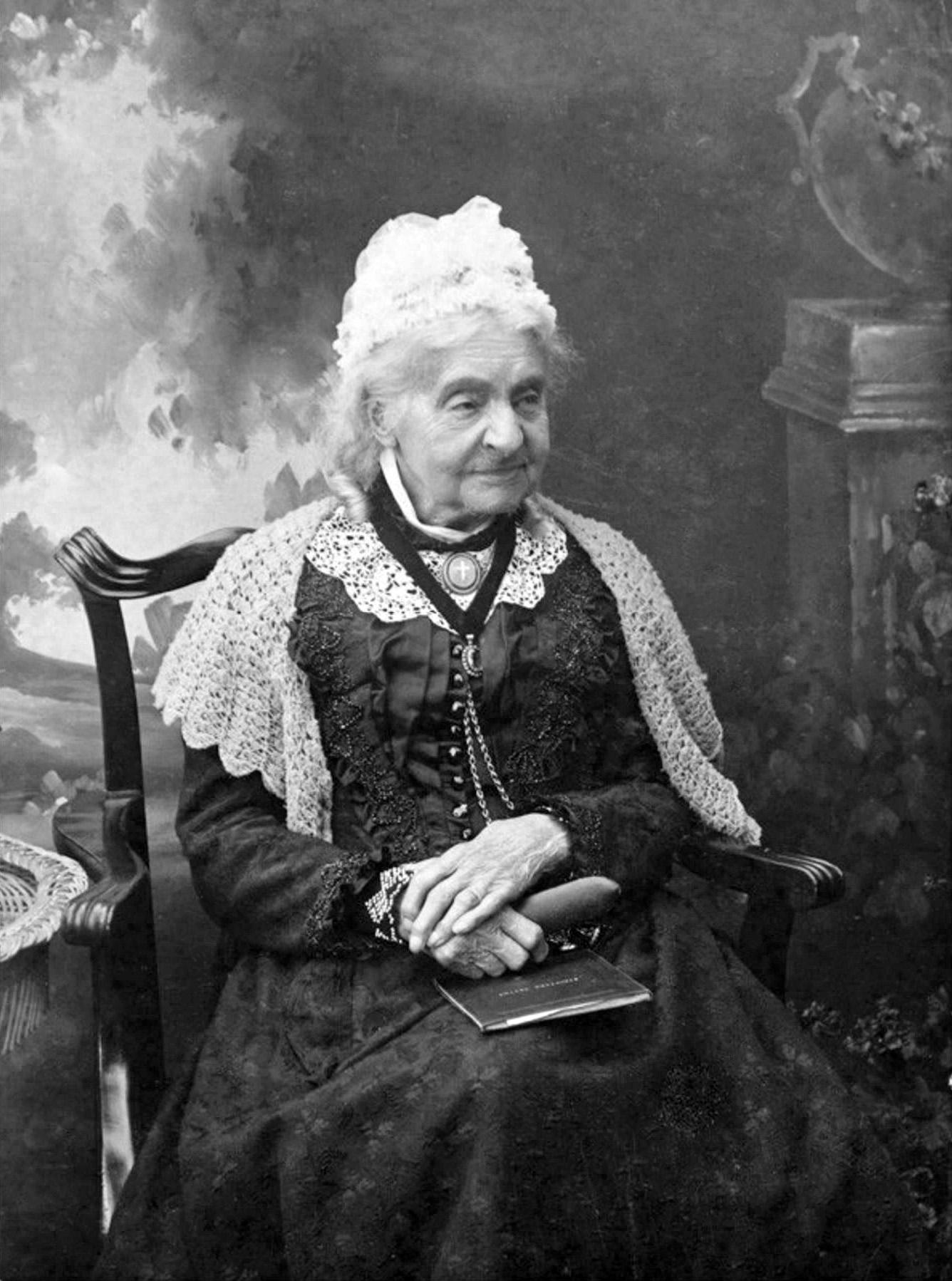
Margaret Ann Neve a 110 anni, nel 1902.

La seguente lista elenca i casi di supercentenari deceduti prima del 1955, in ordine cronologico. Poiché l'attività del Guinness dei primati è iniziata il 27 agosto 1955, i suddetti casi non sono stati presi tempestivamente in esame; alcuni, tuttavia, sono poi stati riconosciuti dalla nota pubblicazione.
  Data incerta 
| Nome                     | Sesso | Data di nascita   | Data di morte    | Età                   | Paese       |
| ------------------------ | ----- | ----------------- | ---------------- | --------------------- | ----------- |
| Thomas Peters            | M     | 6 aprile 1745     | 26 marzo 1857    | 111 anni e 354 giorni | Paesi Bassi |
| Geert Adriaans Boomgaard | M     | 21 settembre 1788 | 3 febbraio 1899  | 110 anni e 135 giorni | Paesi Bassi |
| Margaret Ann Neve        | F     | 18 maggio 1792    | 4 aprile 1903    | 110 anni e 321 giorni | Regno Unito |
| Ann Pouder               | F     | 8 aprile 1807     | 10 luglio 1917   | 110 anni e 93 giorni  | Stati Uniti |
| Louisa Thiers            | F     | 2 ottobre 1814    | 7 febbraio 1926  | 111 anni e 128 giorni | Stati Uniti |
| Miriam Bannister         | F     | 19 marzo 1817     | 9 aprile 1928    | 111 anni e 21 giorni  | Stati Uniti |
| Delina Filkins           | F     | 4 maggio 1815     | 4 dicembre 1928  | 113 anni e 214 giorni | Stati Uniti |
| Katherine Plunket        | F     | 22 novembre 1820  | 14 ottobre 1932  | 111 anni e 327 giorni | Irlanda     |
| Anna Wheeler             | F     | 5 marzo 1833      | 19 dicembre 1943 | 110 anni e 289 giorni | Stati Uniti |
| Velgjer Svien            | F     | 10 ottobre 1842   | 23 gennaio 1953  | 110 anni e 105 giorni | Stati Uniti |
| Nancy Merriman           | F     | 19 dicembre 1841  | 14 gennaio 1954  | 112 anni e 26 giorni  | Stati Uniti |

1. ↑  A causa della perdita dei suoi documenti, per quanto verificato dal Guinness dei Primati (all'epoca imponeva canoni molto meno stringenti), ad oggi la sua età non è stata convalidata da nessuna delle principali associazioni di ricerca gerontologica.
2. ↑  Nata e vissuta a Guernsey.
3. ↑  Secondo l'European Supercentenarian Organisation (ESO) Ann Pouder sarebbe in realtà nata il 3 maggio 1808, pertanto sarebbe deceduta a 109 anni e 68 giorni e non risulterebbe una supercentenaria.
4. ↑  Nata nel Regno Unito.
5. ↑  Nata nel Regno Unito.
6. ↑  Nata in Norvegia.

## Progressione del record assoluto di longevità umana

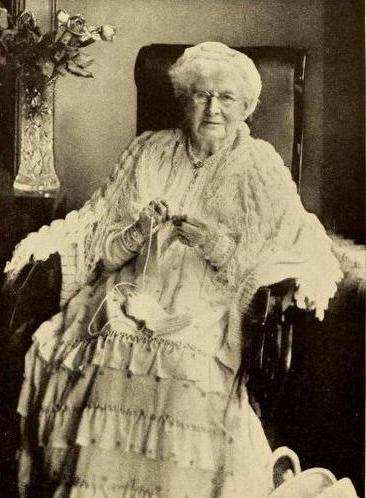
Louisa Thiers all'età di 109 anni, nel 1924.

La seguente lista elenca i supercentenari la cui età ha costituito, per un certo periodo di tempo, il record mondiale di persona più longeva di sempre.
  Deceduti
  Viventi  Data incerta 
| N. | Nome                     | Sesso | Data di nascita   | Data di morte    | Data superamento precedente record | Età                   | Paese       |
| -- | ------------------------ | ----- | ----------------- | ---------------- | ---------------------------------- | --------------------- | ----------- |
| 1  | Geert Adriaans Boomgaard | M     | 21 settembre 1788 | 3 febbraio 1899  | -                                  | 110 anni e 135 giorni | Paesi Bassi |
| 2  | Margaret Ann Neve        | F     | 18 maggio 1792    | 4 aprile 1903    | 1º ottobre 1902                    | 110 anni e 321 giorni | Regno Unito |
| 3  | Louisa Thiers            | F     | 2 ottobre 1814    | 17 febbraio 1926 | 20 agosto 1925                     | 111 anni e 138 giorni | Stati Uniti |
| 4  | Delina Filkins           | F     | 4 maggio 1815     | 4 dicembre 1928  | 19 settembre 1926                  | 113 anni e 214 giorni | Stati Uniti |
| 5  | Eliza Underwood          | F     | 15 marzo 1867     | 27 gennaio 1981  | 16 ottobre 1980                    | 113 anni e 318 giorni | Stati Uniti |
| 6  | Augusta Holtz            | F     | 3 agosto 1871     | 21 ottobre 1986  | 17 giugno 1985                     | 115 anni e 79 giorni  | Stati Uniti |
| 7  | Jeanne Calment           | F     | 21 febbraio 1875  | 4 agosto 1997    | 12 maggio 1990                     | 122 anni e 164 giorni | Francia     |

1. ↑  Da alcuni documenti sembrerebbe nata il 15 marzo 1866.
2. ↑  Nata in Germania.

## Casi controversi
La seguente lista elenca i casi di:
- supercentenari precedentemente accettati e poi invalidati
- supercentenari in corso di validazione

  In validazione
  Data incerta
  Casi precedentemente accettati e poi invalidati
| N. | Nome                          | Sesso | Data di nascita rivendicata | Data di morte    | Età rivendicata                | Età reale presunta | Paese            |
| -- | ----------------------------- | ----- | --------------------------- | ---------------- | ------------------------------ | ------------------ | ---------------- |
|    | Petru Czartan                 | M     | 1539                        | 1724             | 184/185 anni                   | Non accertata      | Romania Ungheria |
|    | Maftei Pop                    | M     | 12 giugno 1804              | 15 marzo 1952    | 147 anni e 273 giorni/148 anni | In validazione     | Romania          |
|    | Shigechiyo Izumi (泉 重千代?) | M     | 21 febbraio 1865            | 21 febbraio 1986 | 120 anni e 237 giorni          | 105 anni           | Giappone         |
|    | Lucy Hannah                   | F     | 16 luglio 1875              | 21 marzo 1993    | 117 anni e 248 giorni          | 97 anni            | Stati Uniti      |
|    | Marie du Serre-Telmon         | F     | 4 gennaio 1860              | 8 gennaio 1977   | 117 anni e 4 giorni            | 88 anni            | Francia          |
|    | Carrie C. White               | F     | 18 novembre 1874            | 14 febbraio 1991 | 116 anni e 88 giorni           | 102 anni           | Stati Uniti      |
|    | Kamato Hongo (本郷かまと?)    | F     | 16 settembre 1887           | 31 ottobre 2003  | 116 anni e 45 giorni           | 110/112 anni       | Giappone         |
|    | Aniţica Butariu               | F     | 17 giugno 1882              | 21 novembre 1997 | 115 anni e 157 giorni          | Non accertabile    | Romania          |
|    | Martha Graham                 | F     | 27 dicembre 1844            | 25 giugno 1959   | 114 anni e 180 giorni          | 99/106 anni        | Stati Uniti      |
|    | Gregoria Fernandez Gonzales   | F     | 12 marzo 1887               | 8 aprile 2001    | 114 anni e 27 giorni           | 109 anni           | Spagna           |
|    | Gustav Gerneth                | M     | 15 ottobre 1905             | 21 ottobre 2019  | 114 anni e 6 giorni            | In validazione     | Germania         |
|    | Mathew Beard                  | M     | 9 luglio 1870               | 16 febbraio 1985 | 114 anni e 222 giorni          | 98 anni            | Stati Uniti      |
|    | Johanna Booysen               | F     | 17 gennaio 1857             | 16 giugno 1968   | 111 anni e 151 giorni          | 101 anni           | Sudafrica        |

### Statistiche

#### Sesso
| Persone  | Donne | Uomini | Totale |
| -------- | ----- | ------ | ------ |
| Viventi  | ‒     | ‒      | ‒      |
| Deceduti | 8     | 3      | 11     |
| Totale   | 8     | 3      | 11     |

#### Nazionalità
| Paese       | Originari | Emigrati | Immigrati | Totale |
| ----------- | --------- | -------- | --------- | ------ |
| Stati Uniti | 4         | ‒        | ‒         | 4      |
| Giappone    | 2         | ‒        | ‒         | 2      |
| Francia     | 1         | ‒        | ‒         | 1      |
| Germania    | 1         | ‒        | ‒         | 1      |
| Romania     | 2-3       | ‒        | ‒         | 2-3    |
| Ungheria    | 0-1       | –        | –         | 0-1    |
| Spagna      | 1         | ‒        | ‒         | 1      |
| Sudafrica   | 1         | ‒        | ‒         | 1      |

Annotazioni
1. ↑  Etnia non del tutto conosciuta per scarsità di documenti
2. ↑  Caso non confermato per irreperibilità di alcuni documenti, a seguito dell'innalzamento dei criteri di validazione.